# Poly(methyl methacrylate)

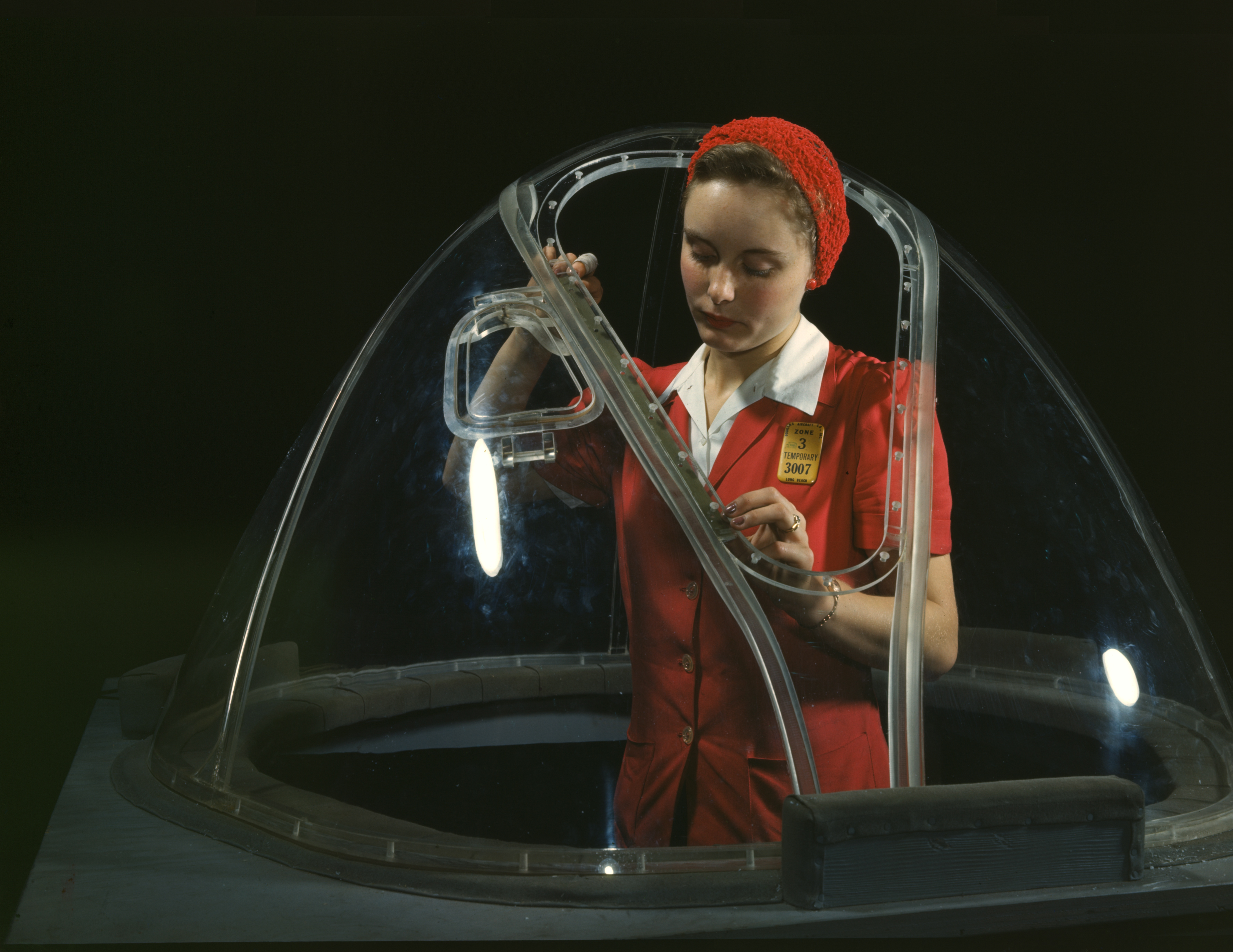
Một công nhân trong nhà máy máy bay Douglas Aircraft vào năm 1942 với buồng lái kính plexiglas của một máy bay.

Poly(methyl methacrylate) (PMMA) là một loại nhựa nhiệt dẻo trong suốt, cứng, độ bền va đập cao, nhẹ, khó rạn nứt, bền thời tiết và nhiều tính chất tốt khác. Hiện nay, PMMA được sử dụng phổ biến để thay thế cho thủy tinh, do đó, nó còn được gọi là thủy tinh hữu cơ. PMMA nó cũng có các tên gọi khác như thủy tinh hữu cơ, nhựa acrylic hoặc thủy tinh acrylic. Các tên thương mại của PMMA có thể kể đến như Plexiglas, Acrylite, Lucite và Perspex. Về phương diện hoá học, PMMA, có công thức phân tử rút gọn như hình bên, là sản phẩm trùng hợp (polyme hóa) từ các monome metyl metacrylat (MMA). Monome này có công thức phân tử là C5H8O2 hay CH2=CCH3COOCH3.
PMMA này được phát hiện ra vào những năm 1930  bởi Rowland Hill và John Crawford với tên Perspex . Năm 1934, Otto Rohm và Haas A. G. đã sản xuất được kính an toàn và lần đầu tiên được đưa ra thị trường bởi Công ty Rohm and Haas với nhãn hiệu Plexiglas. Công ty DuPont đã giới thiệu sản phẩm của riêng mình dưới thương hiệu Lucite, vào năm 1936. Kính an toàn acrylic thương mại đầu tiên được sản xuất và được dùng làm kính tiềm vọng của tàu ngầm, kính chắn gió máy bay và mái vòm của tháp súng.
PMMA là một chọn lựa kinh tế hơn với giá thành thấp để thay thế  polycacbonat (PC) khi  không cần thiết độ dày và cứng cao. Ngoài ra, PMMA không chứa các tiểu đơn vị bisphenol-A có khả năng gây hại có trong polycarbonat. Nó thường được ưa thích vì tính chất vừa phải của nó, dễ dàng xử lý và chế biến, và chi phí thấp. PMMA chưa qua chế biến có thể dễ gãy khi chịu tải trọng lớn, đặc biệt là dưới một lực tác động, và dễ bị trầy xước hơn so với thủy tinh vô cơ thông thường, nhưng với PMMA đã qua chế biến, có thể chịu được va đập và có độ chống trầy xước cao.